# Cephalosphaera panamaensis
Cephalosphaera panamaensis är en tvåvingeart som beskrevs av Hardy 1948. Cephalosphaera panamaensis ingår i släktet Cephalosphaera och familjen ögonflugor.
Artens utbredningsområde är Panama. Inga underarter finns listade i Catalogue of Life.